# Kuşçalı, Sungurlu
Kuşçalı là một xã thuộc huyện Sungurlu, tỉnh Çorum, Thổ Nhĩ Kỳ. Dân số thời điểm năm 2010 là 250 người.